# Château de Crom
Le château de Crom (irlandais : Caisleán na Croime) est une maison de campagne située sur les rives de l'Upper Lough Erne dans le comté de Fermanagh, en Irlande du Nord, siège des comtes Erne. Situé dans un domaine de 1 900 acres (7,689027198 km2) et au sein d'un jardin à la française, le château est construit en pierre. Une tour centrale crénelée comprend l'entrée principale, et il y a aussi des tours plus petites d'un côté. Il se distingue des ruines du vieux château de Crom, dont deux tours, des murs et un ha-ha subsistent, et près d'eux deux anciens ifs, qui auraient au moins 800 ans.

## Histoire
Comme beaucoup de domaines ruraux d'Ulster, la première maison de Crom est construite par un planteur écossais au début du XVIIe siècle. En 1611, dans le cadre de la plantation d'Ulster, Michael Balfour, le Laird de Mountwhinney, construit une maison sur la rive du lac en face de l'île d'Inishfendra. Suivant le modèle habituel d'un château de plantation, le vieux château de Crom est construit en chaux et en pierre et enfermé dans un bawn.
En 1689, le vieux château de Crom survit à deux sièges jacobites pendant la guerre Williamite en Irlande. La famille Crichton sous le colonel Abraham Crichton résiste aux Jacobites jusqu'à l'arrivée des renforts d'Enniskillen. Les événements locaux se terminent à la bataille de Newtownbutler lorsqu'une force Williamite de moins de 1500 soldats d'Enniskillen capture et tue jusqu'à 3000 soldats de Jacques II. La bataille a lieu dans le townland de Kilgarrett à 1 mile au sud de Newtownbutler.
En 1764, le Vieux Château est détruit par un incendie domestique. En 1840, l'actuel château de Crom est construit, conçu par l'architecte anglais Edward Blore.
En 1997, Henry Crichton (6e comte Erne), confie la gestion du domaine au National Trust. Le château reste la propriété privée de John Crichton, 7e comte d'Erne, mais peut être loué.
Crom Castle Loyal Orange Lodge 1219 est une loge de l'ordre d'Orange basée au domaine de Crom, occupant l'ancienne blanchisserie. Elle date de l'époque de John Crichton, 4e comte Erne, Grand Maître de l'ordre d'Orange de 1886 jusqu'à sa mort en 1914.
Le château possède un hangar à bateaux sur les rives du Lough Erne, reconstruit par George Sudden en 1841 dans un style Tudor. Il a des portes et des fenêtres cintrées au niveau du rez-de-chaussée. A l'étage se trouve une chambre qui surplombe le lac.
Avant le XXe siècle, la plupart des déplacements dans le comté de Fermanagh se faisaient plus facilement sur le Lough Erne, et les visiteurs arrivaient souvent au hangar à bateaux.
La production télévisée de la BBC en 2013 de Pelham Grenville Wodehouse, Blandings, est filmée au château de Crom. La série dépeint le château fictif de Blandings dans le Shropshire.